# Горяни (Хорватія)
45°24′ пн. ш. 18°22′ сх. д. / 45.4° пн. ш. 18.36° сх. д.
Горяни (хорв. Gorjani) – громада і населений пункт в Осієцько-Баранській жупанії Хорватії.

## Населення
Населення громади за даними перепису 2011 року становило 1 591 осіб, 1 з яких назвала рідною українську мову. Населення самого поселення становило 1008 осіб.
Динаміка чисельності населення громади:
Динаміка чисельності населення центру громади:

## Населені пункти
Крім поселення Горяни, до громади також входять Томашанці.

## Клімат
Середня річна температура становить 10,99°C, середня максимальна – 25,34°C, а середня мінімальна – -6,20°C. Середня річна кількість опадів – 698 мм.
| Клімат поселення                              | Клімат поселення | Клімат поселення | Клімат поселення | Клімат поселення | Клімат поселення | Клімат поселення | Клімат поселення | Клімат поселення | Клімат поселення | Клімат поселення | Клімат поселення | Клімат поселення | Клімат поселення |
| Показник                                      | Січ.             | Лют.             | Бер.             | Квіт.            | Трав.            | Черв.            | Лип.             | Серп.            | Вер.             | Жовт.            | Лист.            | Груд.            |                  |
| Середній максимум, °C                         | 5,71             | 8,02             | 12,69            | 17,21            | 22,18            | 25,34            | 25,11            | 24,70            | 20,74            | 15,32            | 9,38             | 5,41             |                  |
| Середня температура, °C                       | −0,24            | 2,10             | 6,71             | 11,26            | 16,22            | 19,41            | 21,11            | 20,66            | 16,72            | 11,31            | 5,32             | 1,40             |                  |
| Середній мінімум, °C                          | −6,2             | −3,9             | 0,77             | 5,30             | 10,26            | 13,42            | 17,05            | 16,63            | 12,67            | 7,24             | 1,32             | −2,65            |                  |
| Норма опадів, мм                              | 44               | 42               | 42               | 54               | 64               | 89               | 65               | 62               | 52               | 61               | 68               | 55               |                  |
| Середньомісячна швидкість вітру, м/с          | 2.20             | 2.40             | 2.70             | 2.60             | 2.30             | 2.10             | 2.10             | 1.90             | 1.90             | 2.00             | 2.10             | 2.20             |                  |
| Середньомісячна сонячна радіація, кДж/м²·день | 4277             | 6925             | 10880            | 15346            | 19315            | 21421            | 22155            | 20358            | 14957            | 9343             | 4831             | 3588             |                  |
| --------------------------------------------- | ---------------- | ---------------- | ---------------- | ---------------- | ---------------- | ---------------- | ---------------- | ---------------- | ---------------- | ---------------- | ---------------- | ---------------- | ---------------- |
| Джерело:                                      |                  |                  |                  |                  |                  |                  |                  |                  |                  |                  |                  |                  |                  |